# 清宮百代
清宮 百代（せいみや ももよ、1985年10月10日 - ）は、東京都出身の元レースクイーン、タレント、モデルである。スーパー耐久イメージガール「St.Cherish」藍原ももよとして活動していた。株式会社PUROTUo'le 代表取締役社長。

## 来歴
2005年、旧芸名「藍原ももよ」として、スタイルコーポレーションに所属。同年、SUPER GT「Team GAikokuya ings SUPER RACE QUEEN」としてレースクイーンデビュー。この年のレースクイーン・オブ・ザ・イヤーにもノミネートされる。2006年、スーパー耐久イメージガール「St.Cherish」に就任。黒沢琴美と組んだこのユニットはS耐終了後も活動を継続した。同年には「Rockford Fosgate」イメージガールとしても活動した。2007年、鈴木礼央奈、山内智恵、斉藤千佐子らと共に「K-1 WORLD GP」のラウンドガールを務めた。同年6月には同じ事務所の小口亜紀と共にSUPER GTマレーシアラウンドイメージガール「babes」を務めた。
2007年10月、スタイルコーポレーションを退所。同年11月11日、ツインリンクもてぎのスーパー耐久2007最終戦のステージで、St.Cherishとしてのファイナルライブを行った。
2008年11月に結婚し、2009年6月22日に第一子となる長男を出産。以後は育児に専念していたが、2011年1月よりライムライトに移籍し「清宮百代」として活動再開。2012年3月11日、第二子となる次男を出産。その後ライムライトを除籍したためタレント活動は休止状態だったが、2017年、ライムライト で活動を再開した。
2020年、株式会社PUROTUo'le 設立、代表取締役社長に就任。

## 人物
- 趣味：ゴルフ、タヒチアンダンス、釣り、キャンプ、スノーボード、お菓子作り、セルフマッサージ
- 民間資格：インナービューティースイーツマイスター、ダイエット&ビューティースペシャリスト、EJA耳ツボジュエリー初級認定講師、ホームヘルスケアプランナー、食品衛生責任者
- 父、母、姉が2人いる。

## 出演

### 映画
- ガラスのヒール　レースクイーンの女神たち　The Movie （2006年10月公開）アナウンサー役
- Vシネマ 「本当にあった怖い話　第三夜　掘りごたつ」主演

### 雑誌
- 週刊実話　表紙
- ギャルズパラダイス　表紙
- プレイボーイ
- サブラ
- 週刊少年チャンピオン
- オプションワゴン
- car audio magazine
- GIANNA Another（2023年6月〜）専属モデル

### テレビ
- テレビ東京

『激走!GT』
- TVK・サンテレビ・テレビ埼玉

『ナビ男くんのカチカチ男女』
- 群馬テレビ

『ビジネスジャーナル』 リポーター
- テレビ埼玉

『大人の秘密基地 不動産せんせい田中の Do-you 日』 アシスタント
- テレビ埼玉

『ホビースタジオで楽しむ時間』 アシスタント
- 青森テレビ

『わっち!!』（東京中継コーナー） リポーター
- J:COM

『ひのぶらり道』 リポーター
- J:COM

『ジモスポ多摩・日野・八王子』 リポーター
- J:COM

『ブライトン NAVI』 リポーター
- J:COM

『ハーモニアスちがさき』 リポーター
- J:COM

『ふじさわ情報ナビ』 リポーター
- JCN

『ちょっと寄りたいこんな店』 リポーター
- つくば TV

『GT レースクイーン 2007』 リポーター
- 東京ベイネットワーク

『江東ワイドスクエア』 リポーター
- WEB

『マイナビ TV』 キャスター
- ひまわり証券

『ひまわり FX Evening チョイス』 キャスター
- DHC テレビ

『サプリのミカタ』 プレゼンター
- イベント MC

『スーパー耐久レース』
『ACG』（Rockford）
- SKE 48 握手会連動『Kinect デモンストレーション & 体験ブース』
- CM & インフォマーシャル

『東京電力』
『ケイ・オプティコム』
『NTT 東日本・フレッツ光ディズニー BB』
『ブリヂストンスポーツ』
『YAMAHA』
『（株）SHOWCASE FormAssist』
- イメージガール

『スーパー耐久レース』
『ブリヂストンスポーツ』
『SUPER GT マレーシアラウンド』
『JT マイルドセブン』

### VP
- 『日産自動車』
- 『凸版印刷』
- 『大同生命』
- 『JR エキュート』
- 『三井住友海上あいおい生命』

### リリース作品
※St.Cherishとしてのリリース作品は黒沢琴美#St.Cherishとして参照。
DVD
- PEACH GROW!（2006年1月15日）
- PEACH COCKTAIL（2006年8月26日）

CD-R写真集
- PEACH GROW!（2006年2月）

## 受賞
- 2006年 レースクイーンオブザイヤー敢闘賞
- 2020年 ミセス・ユニバース・ジャパン受賞ほか、審査員特別賞、ENERSKIN賞、シンシアガーデンクリニック賞
- 2021年 Mrs.Universe 世界大会（韓国）Mrs.Sakura Universe 2021
- 2022年 FACE OF ASIA （韓国）日本代表